# Wanda D’Isidoro
Wanda D’Isidoro (Boston, Massachusetts, 1977. október 20. –) amerikai színésznő.

## Élete és pályafutása
1977. október 20-án született Bostonban. 
Első szerepét 1997-ben kapta a Destino mujer-ben. 2010-ben a NBChoz szerződött, ahol szerepet kapott az El fantasma de Elena című sorozatban. 2011-ben megkapta Catalina Lucero szerepét a Csoda Manhattanben című telenovellában, amiért Premios tu mundo-díjat kapott a Legjobb női mellékszereplő kategóriában. 2012-ben Verónicát alakította az Utolsó vérigben. 2013-ban Barbara Cano-t alakította Gaby Espino és Aarón Díaz mellett A gonosz álarcában. 2014-ben Susanna Santillánt alakította az Emlékezz, Reina!-ban.

## Filmográfia
- Emlékezz, Reina! (2014) - Susanna Santillán - NBC
- A gonosz álarca (Santa Diabla) (2013-2014) - Bárbara Cano de Milán - Telemundo
- Utolsó vérig (El rostro de la venganza) (2012) - Verónica Baeza - Telemundo
- Grachi (2012) - Priscila - Nicklelodeon
- Csoda Manhattanben (2011) - Catalina Lucero - NBC
- El fantasma de Elena (2010) - Laura Luna - Telemundo
- Que el cielo me explique (2010) - Elena Flores - RCTV
- Los misterios del amor (2009) - Vanessa Garcia de Acosta - Venevisión
- Te Tengo en Salsa (2006) - Beatrice Perroni - RCTV
- A nők visszavágnak (Amor a palos) (2005) - Dolores - RCTV
- Nunca te diré adiós (2005) - Venevisión International
- ¡Qué buena se puso Lola!(2004) - RCTV
- Több, mint szerelem (Más que amor, frenesi) (2001) - Virginia de Lara - Venevisión
- A szerelem varázsa (Hechizo de amor) (2000) - Mabel Alcántara - Venevisión
- Destino de mujer (1997-1998) - Venevisión